# Ling Jie
Ling Jie (n. 22 octombrie 1982, Hengyang⁠(d), Republica Populară Chineză) este o gimnastă artistică ce a reprezentat Republica Populară Chineză, medaliată olimpică. A participat la o ediție a Jocurilor Olimpice (2000) în care a câștigat o medalie de argint.